# 郭奕 (潁川)
郭 奕（かく えき、生没年不詳）は、中国三国時代の政治家。豫州潁川郡陽翟県の人。魏の重臣。字は伯益。父は郭嘉。子は郭深・郭敞。孫は郭猟。
父ほどではないが物事の理解が早く、知識も豊富であったと言われている。
ただし、郭奕と親交のあった王昶が、子や兄の子に残した訓戒によると「好きな人は山を仰ぎ見るように徹底して尊敬するが、嫌いな人は草を見下すように徹底して軽んじる」という度量の狭さもあったという。王昶は、郭奕の態度を取ってはいけない例として挙げている。
父同様に若死にしたという。
小説『三国志演義』では父の死後、その死を大いに悲しんだ曹操が当時幼かった郭奕を引き取って養育した、という場面でしか出てこない。